# 南十字山脈

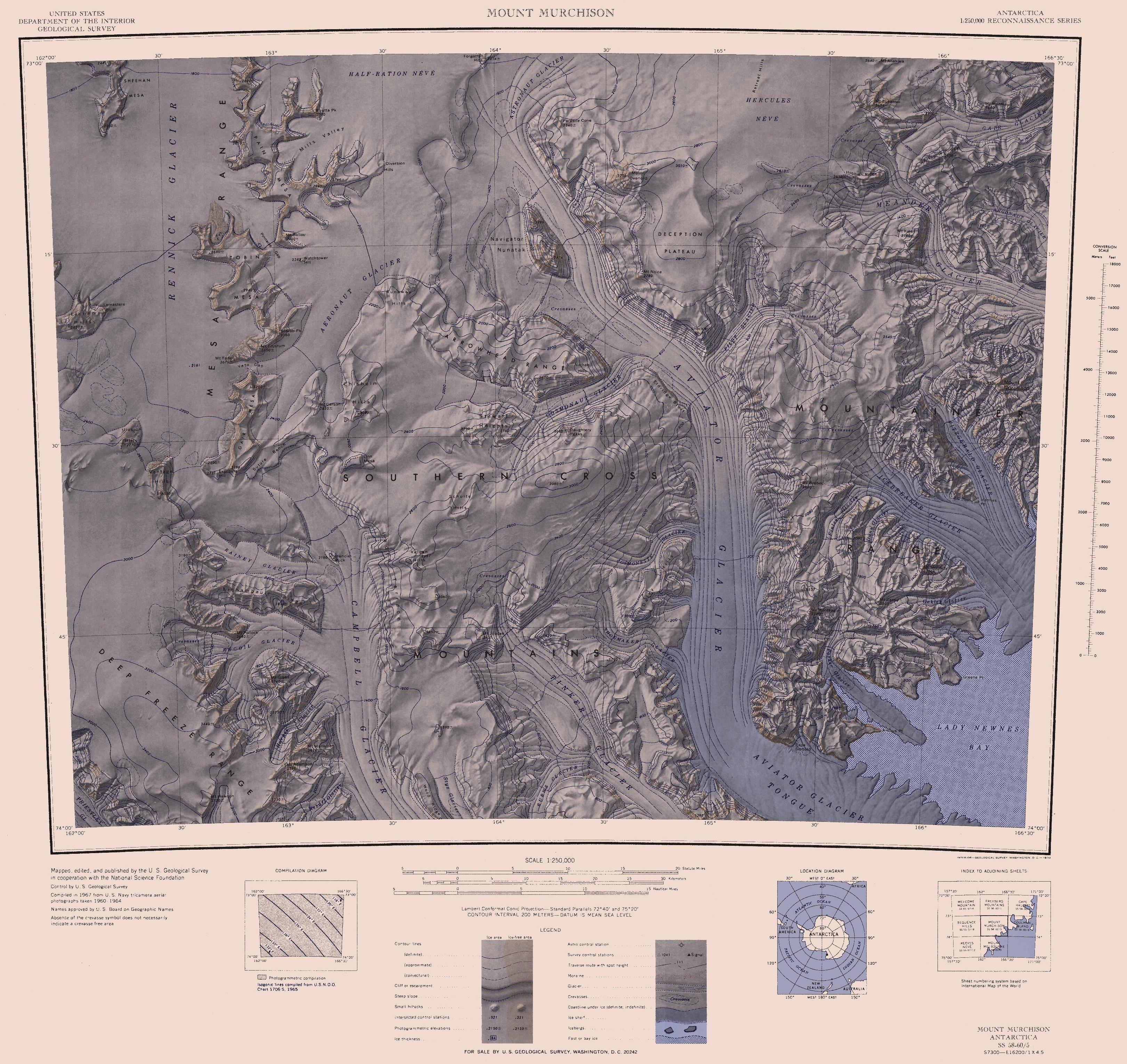

73°40′S 164°00′E / 73.667°S 164.000°E
南十字山脈（英語：Southern Cross Mountains）是南極洲的山脈，位於維多利亞地，處於馬里納冰川和普里斯特利冰川之間，該山脈現時由南極條約體系管理。